# Lyoto Machida
Lyoto Carvalho Machida (født 30. maj 1978 i Salvador, Bahia i Brasilien) er en brasiliansk MMA-udøver som konkurrerede i letsværvægtklassen i Ultimate Fighting Championship (UFC) og fra 21. august 2013 til 2018, konkurrerede han i mellemvægtsklassen i samme liga. Machida er søn af en japansk-brasiliansk Shotokan-karatemester, Yoshizo Machida (町田 嘉三). Han har bemærkelsesværdige sejre over tidligere letsværvægts-mester (UFC) Tito Ortiz, tidligere mellemvægtsmester (UFC) Rich Franklin og nuværende letvægtsmester og tidligere weltervægtsmester (UFC) B.J. Penn.

## Ultimate Fighting Championship
Den 23. mai 2009 tog han Ultimate Fighting Championship-titlen i letsværvægt fra tidligere ubesejrede Rashad Evans via KO i 2. omgang. Denne titelkamp var den første i UFC hvor både titelholderen og udfordreren var ubesejrede.
Etter at have vundet bæltet fik Lyoto Machida sin første modstander som titelholder: Quinton Jackson. Jackson afslog tilbuddet til fordel for UFC's reality-serie The Ultimate Fighter. Machida forsvarede sin titel mod Mauricio Rua på UFC 104. Mange mente afgørelsen var kontroversiel og at Rua fortjente en omkamp mod Machida. Machida og Rua mødtes igen på UFC 113, den 8. maj 2010. Machida fik her sit første nederlag i sin MMA-karriere og mistede også titlen til Rua. Rua vandt på knock-out i 1. omgang.
Machida mødte Derek Brunson den 28. oktober, 2017 i hovedkampen på UFC Fight Night: Brunson vs Machida. Han tabte kampen via knockout i 1. omgang.
Machida mødte Eryk Anders den 3. februar, 2018 i hovedkampen på UFC Fight Night: Machida vs. Anders. Han vandt kampen via split decision og kom tilbage på vindersporet efter 3 nederlag i træk.
Machida mødte Vitor Belfort den 12. maj, 2018 på UFC 224. Han vandt kampen via knockout i 2. omgang. Denne sejr tildelte ham Performance of the Night-prisen.

## Bellator MMA
Den 22. juni, 2018, blev det rapporteret at Machida havde underskrevet en multi-kamps-kontrakt med Bellator MMA.

## Kampstil
Han er berygtet for sin unikke stil som er stærkt påvirket af hans baggrund i Shotokan-karate, og stilen kendetegnes af undvigende fodarbejde og sparsomme, præcise slag og spark.

## Privatliv
Machida bor sammen med sin kone Fabyola, og de har 2 sønner ved navn Taiyo (町田太陽) og Kaito (町田怪盗).

## Mesterskaber og hæder
- Ultimate Fighting Championship
  - UFC-Letsværvægts-mester (1 gang)
  - 1 succesfuldt titelforsvar vs. Maurício Rua
  - Knockout of the Night (4 gange) vs. Thiago Silva, Rashad Evans, Randy Couture og Mark Muñoz[15][16][17][18]
  - Fight of the Night (Three times) vs. Jon Jones,[19] Gegard Mousasi og Chris Weidman
  - Performance of the Night (Two times) vs. C.B. Dollaway og Vitor Belfort[11]
- Sherdog Awards
  - 2011 Knockout of the Year  vs. Randy Couture
  - Mixed Martial Arts Hall of Fame[20]
- Black Belt Magazine
  - 2009 Fighter of the Year
- MMA Torch.com
  - 2014 Fight of the Year vs. Chris Weidman at UFC 175[21]
- Fight Matrix
  - 2014 Most Noteworthy Match of the Year vs. Chris Weidman on July 5, 2014[22]
- MMAJunkie.com
  - 2014 July Fight of the Month vs. Chris Weidman[23]

## MMA-rekordliste
| Resultat | Stat | Modstander               | Metode                          | Arrangement                         | Dato               | Omgang | Tid  | Sted                      | Noter                                                                  |
| -------- | ---- | ------------------------ | ------------------------------- | ----------------------------------- | ------------------ | ------ | ---- | ------------------------- | ---------------------------------------------------------------------- |
| Sejr     | 18-3 | Dan Henderson            | Split decision                  | UFC 157 - Rousey vs. Carmouche      | 23. februar 2013   |        |      | Anaheim, Californien, USA |                                                                        |
| Sejr     | 18-3 | Ryan Bader               | KO (Slag)                       | UFC on Fox: Shogun vs. Vera         | 4. august 2012     | 2      | 1:32 | Los Angeles, USA          |                                                                        |
| Nederlag | 17-3 | Jon Jones                | Submission (guillotine)         | UFC 140                             | 10. december 2011  | 2      | 4:26 | Toronto, Canada           | Om UFC Letsvægts-titlen                                                |
| Sejr     | 17-2 | Randy Couture            | KO (hoppende front spark)       | UFC 129:St-Pierre vs Shields        | 30. april 2011     | 2      | 1:05 | Toronto, Canada           | Knockout of the Night                                                  |
| Nederlag | 16-2 | Quinton Jackson          | Afgørelse (delt)                | UFC 123:Rampage vs Machida          | 20. november 2010  | 3      | 5:00 | Auburn Hills, USA         |                                                                        |
| Nederlag | 16-1 | Mauricio Rua             | KO (slag)                       | UFC 113:Machida vs Shogun 2         | 8. maj 2010        | 1      | 3:35 | Montréal, Canada          | Mistede UFC-Letsværvægts-titlen.                                       |
| Sejr     | 16-0 | Mauricio Rua             | Afgørelse (enstemmig)           | UFC 104: Machida vs. Shogun         | 24. oktober 2009   | 5      | 5:00 | Los Angeles, California   | Forsvarede UFC-Letsværvægts-titlen.                                    |
| Sejr     | 15–0 | Rashad Evans             | KO (slag)                       | UFC 98: Evans vs. Machida           | 23. maj 2009       | 2      | 3:57 | Las Vegas, Nevada         | Vandt UFC-letsværvægts-titlen. Tildelt Knockout of the Night.          |
| Sejr     | 14–0 | Thiago Silva             | KO (slag)                       | UFC 94: St-Pierre vs. Penn 2        | 31. januar 2009    | 1      | 4:59 | Las Vegas, Nevada         | Tildelt Knockout of The Night.                                         |
| Sejr     | 13–0 | Tito Ortiz               | Afgørelse (enstemmig)           | UFC 84: Ill Will                    | 24. maj 2008       | 3      | 5:00 | Las Vegas, Nevada         |                                                                        |
| Sejr     | 12–0 | Rameau Thierry Sokoudjou | Submission (arm triangle choke) | UFC 79: Nemesis                     | 29. december 2007  | 2      | 4:20 | Las Vegas, Nevada         |                                                                        |
| Sejr     | 11–0 | Kazuhiro Nakamura        | Afgørelse (enstemmig)           | UFC 76: Knockout                    | 22. september 2007 | 3      | 5:00 | Anaheim, Californien      |                                                                        |
| Sejr     | 10–0 | David Heath              | Afgørelse (enstemmig)           | UFC 70: Nations Collide             | 21. april 2007     | 3      | 5:00 | Manchester, England       |                                                                        |
| Sejr     | 9–0  | Sam Hoger                | Afgørelse (enstemmig)           | UFC 67: All or Nothing              | 3. februar 2007    | 3      | 5:00 | Las Vegas, Nevada         | UFC debut                                                              |
| Sejr     | 8–0  | Vernon White             | Afgørelse (enstemmig)           | WFA: King of the Streets            | 22. juli 2006      | 3      | 5:00 | Los Angeles, California   |                                                                        |
| Sejr     | 7–0  | Dimitri Wanderley        | TKO (udmattelse)                | Jungle Fight 6                      | 29. april 2005     | 3      | 3:24 | Rio de Janeiro, Brasilien |                                                                        |
| Sejr     | 6–0  | B.J. Penn                | Afgørelse (enstemmig)           | K-1 Hero's 1                        | 26. marts 2005     | 3      | 5:00 | Saitama, Japan            | Machida blev indvejet til 102 kg, mens Penn blev indvejet til 86,5 kg. |
| Sejr     | 5–0  | Sam Greco                | Afgørelse (delt)                | K-1 MMA ROMANEX                     | 22. maj 2004       | 3      | 5:00 | Saitama, Japan            |                                                                        |
| Sejr     | 4–0  | Michael McDonald         | Submission (Forearm Choke)      | K-1 Beast 2004 in Niigata           | 14. marts 2004     | 1      | 2:30 | Saitama, Japan            |                                                                        |
| Sejr     | 3–0  | Rich Franklin            | TKO (Strikes)                   | Inoki Bom-Ba-Ye 2003-Inoki Festival | 31. december 2003  | 2      | 1:03 | Kobe, Japan               |                                                                        |
| Sejr     | 2–0  | Stephan Bonnar           | TKO (cut)                       | Jungle Fight 1                      | 13. september 2003 | 1      | 4:21 | Manaus, Brasilien         |                                                                        |
| Sejr     | 1–0  | Kengo Watanabe           | Afgørelse (enstemmig)           | NJPW: Ultimate Crush                | 2. maj 2003        | 3      | 5:00 | Tokyo, Japan              |                                                                        |